# Якби стіни могли говорити
«Якби стіни могли говорити» (англ. «If These Walls Could Talk») — американський драматичний телефільм 1996 року, знятий режисерами Ненсі Савокою і Шер. Головні ролі виконали Демі Мур, Сіссі Спейсек і Енн Хеч.

## Сюжет
Телеальманах на тему абортів, що складається з трьох історій, дія яких відбувається у 1952, 1974 та 1996 роках. Головні героїні всіх трьох сюжетів — жінки, які стикаються з небажаною вагітністю. Героїня першого з них — медсестра (Демі Мур), яка хоче зробити аборт, але через державну заборону на переривання вагітності змушена звернутися до підпільного абортарію. Друга новела розповідає про подружню пару (Сіссі Спейсек та Ксандер Берклі), у яких вже чотири дитини і, як з'ясовується, скоро може з'явитися і п'ята. У третій історії героїні, що зібралася робити аборт (Енн Хеч), доводиться зіткнутися з войовничими активістами, які облягають клініку.

## У ролях
- Демі Мур — Клер Доннеллі
- Сіссі Спейсек — Барбара Берроуз
- Ксандер Берклі — Джон Берроуз
- Енн Хеч — Крістін Каллен
- Крейг Т. Нельсон — Джим
- Дайана Скарвід — Марсія Шульман
- Ширлі Найт — Мері Доннеллі
- Кетрін Кінер — Беккі Доннеллі
- Джейсон Лондон — Кевін Доннеллі
- Сі Сі Ейч Паундер — Дженні Форд, медсестра
- Кевін Куні — Крамер, лікар
- Робін Геммелл — Джим Доннеллі
- Філліс Лайонс — Одрі
- Аарон Лустіг — Том
- Дена Бертон — епізод
- Лорна Скотт — Луїза
- Мері Портсер — Маргарет
- Вон Армстронг — художник
- Джек Келер — епізод
- Тім Декей — епізод
- Хеді Берресс — епізод
- Марі Дечікко — Енні Росс, медсестра
- Жанна Майклс — Саллі Берроуз
- Ієн Боен — Скотт Берроуз
- Зак Еджинтон — Райан Берроуз
- Джоанна Глісон — епізод
- Харріс Юлін — епізод
- Джордана Спіро — Елісон
- Шер — Бет Томпсон, лікар
- Джада Пінкетт-Сміт — епізод
- Айлін Бреннан — Тессі
- Ліндсей Круз — Френсіс
- Лоррейн Туссен — епізод
- Ріта Вілсон — Джулія
- Селлі Мерфі — Дорін
- Расті Швіммер — епізод
- Крістін Авіла — епізод
- Меттью Ліллард — епізод
- С'юзі Спір — епізод
- Брендан Форд — епізод
- Роб Каміллетті — епізод
- Сара Коскофф — епізод
- Роберт Віздом — поліцейський
- Джудіт Дрейк — епізод
- Джорджанна Лап'єр — епізод
- Джеффрі Ноффтс — епізод
- Бен Марлі — епізод
- Кармен Томас — епізод
- Аарон Джеймс Кеш — Девід

## Знімальна група
- Режисери — Ненсі Савока, Шер
- Сценарист — С'юзан Ненус
- Оператори — Боббі Буковскі, Еллен Курас, Джон Станьє
- Композитор — Кліфф Айделмен
- Продюсери — Мартін Ганц, Лаура Грінлі, Доріс Кірх, С'юзанн Тодд, Демі Мур